# Słupia pod Bralinem
Słupia pod Bralinem (niem. Schlaupe) – wieś w Polsce, położona w województwie wielkopolskim, w powiecie kępińskim, w gminie Perzów, przy linii kolejowej Kępno-Syców, ok. 12 km na zachód od Kępna i ok. 45 km na południe od Ostrowa Wlkp. Otoczona wzgórzami – tzw. Kurzymi Górami (do 237 m n.p.m.).
| SIMC    | Nazwa | Rodzaj    |
| ------- | ----- | --------- |
| 0206760 | Cło   | część wsi |

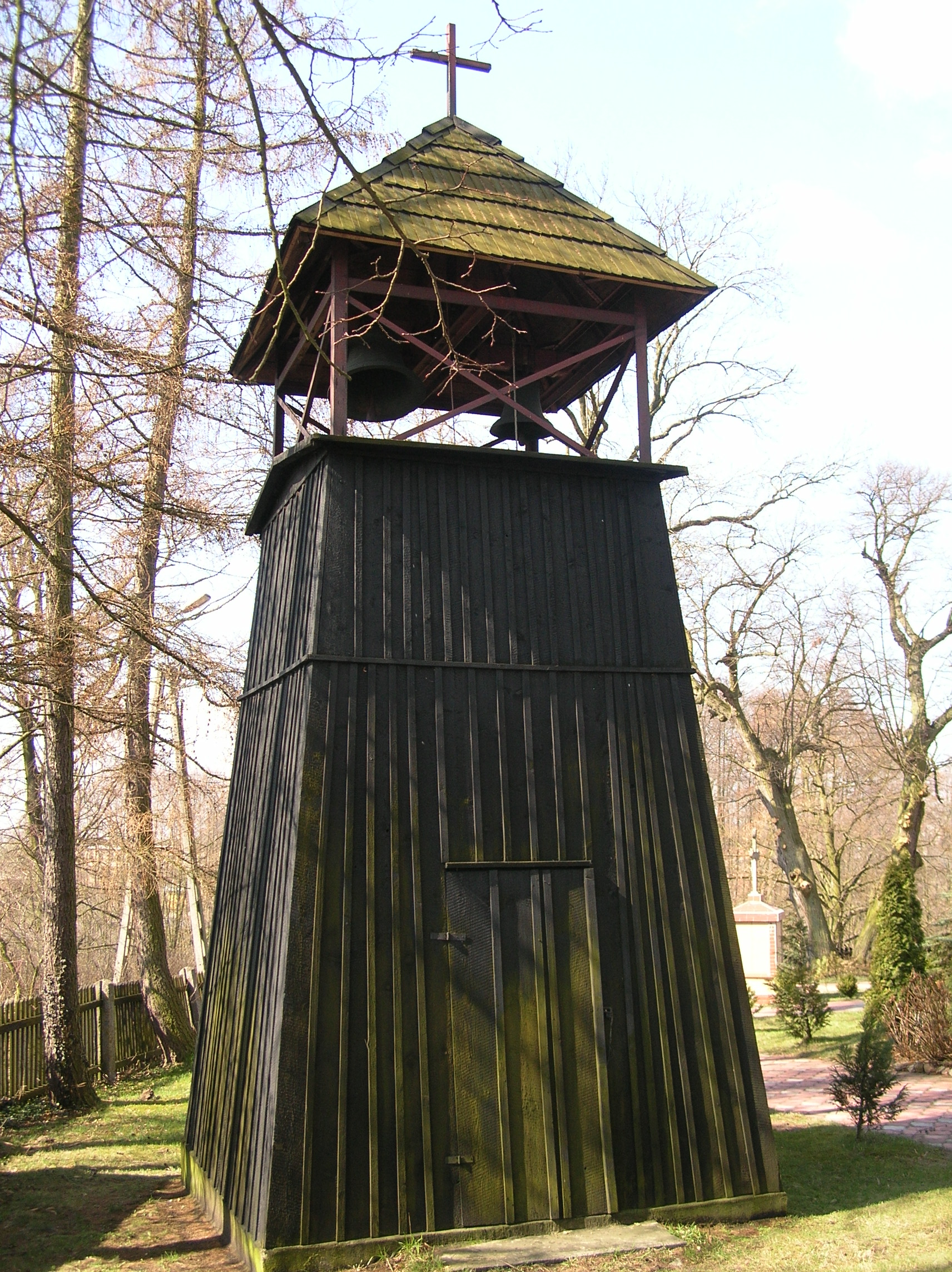
Słupia pod Bralinem, dzwonnica k. kościoła pw. św. Andrzeja

W latach 1975–1998 wieś administracyjnie należała do województwa kaliskiego.
Jedna z najstarszych miejscowości powiatu – znana od 1285 roku. Położona w granicach historycznego Dolnego Śląska, dzieliła jego losy, od 1329 r. przechodząc pod zwierzchność królów Czech, a od 1741 r. wchodząc w skład państwa pruskiego. Na mocy traktatu wersalskiego włączona w 1920 r. do Polski, położona była do 1939 r. w bezpośrednim sąsiedztwie granicy z Niemcami.

## Zabytki
- kościół drewniany z 1651 roku, rozbudowany w roku 1911